# توماس بارلو (سياسي)
توماس بارلو هو سياسي أمريكي، ولد في 7 أغسطس 1940 في واشنطن العاصمة في الولايات المتحدة، وتوفي في 31 يناير 2017 في بادوكا في الولايات المتحدة. نشط حزبياً في الحزب الديمقراطي. في انتخابات مجلس النواب الأمريكي 1992 ‏، انتخب عضو مجلس النواب الأمريكي ‏ عن دائرة الدائرة الانتخابية الكونغرسية الأولى في كنتاكي ‏ وقد انضم خلال فترته النيابية ‏ (5 يناير 1993 – 3 يناير 1995) للكتلة البرلمانية الحزب الديمقراطي وانتخب عضو مجلس النواب الأمريكي ‏.